# حجاب، بی‌حجاب
حجاب، بی‌حجاب کمپینی است که در ۲۱ تیر ۱۴۰۱ به منظور مخالفت با حجاب اجباری در ایران اجرا شد. این کارزار همزمان با روز حجاب و عفاف در تقویم رسمی ایران برگزار شد و طی آن هشتگ «حجاب، بی‌حجاب» در شبکه‌های اجتماعی فارسی‌زبان فراگیر شد.
در این کمپین زنان و دختران جوان در شهرهای مختلف ایران روسری یا شالشان را از سر برداشته و بدون حجاب در بلوارهای شهرشان قدم می‌زدند و از این کار فیلم یا عکس تهیه کرده و در شبکه‌های مجازی به اشتراک گذاشتند. آن‌ها در این ویدئوها شعار «نه روسری نه تو سری» سر دادند. برخی از زنان شرکت‌کننده در این کارزار از همراهی مادر، همسر یا اعضای مرد خانواده‌شان در مخالفت با حجاب اجباری سخن می‌گفتند.

## زمینه
کارزار «حجاب، بی‌حجاب» پس از آن به راه افتاد که علی خامنه‌ای روز هفتم تیر گفت: «خداوند سال ۱۴۰۱ همان خداوند سال ۱۳۶۰ است و باید تلاش کنیم خود را مصداق سنت‌های الهی قرار دهیم تا نتیجه آن پیشرفت و پیروزی باشد.» اظهارات خامنه‌ای با گمانه‌های متفاوتی همراه شد که یکی از آنها تصمیم حاکمیت بر افزایش فشار بر شهروندان و به‌ویژه زنان به شیوهٔ دههٔ شصت مبنی بر برخورد خشونت‌آمیز با پوشش متفاوت از پوشش مورد نظر جمهوری اسلامی بود.
در هفته‌های منتهی به این کارزار نیروهای انتظامی برخی کافه‌ها و رستوران‌ها را تعطیل و مشتری‌های زن آن مغازه‌ها را به دلیل «بد حجابی» دستگیر کردند. همچنین برخی مقامات از کارکنان ناوگان حمل و نقل عمومی، اداره‌های دولتی و بانک‌ها خواستند به زنان بدحجاب خدمات ارائه نکنند. در همین راستا قرارگاهی به نام «۲۱ تیر» تشکیل شد که بنا داشت با ابلاغ شاخص‌های عفاف و حجاب به دستگاه‌ها و نظارت بر حسن اجرای آن‌ها تا بیست و یکم تیر ماه، بهبود وضعیت حجاب را پیگیری کند. برخورد دولت با شهروندان ایرانی به دلیل نوع پوششان در حالی شدت گرفت که در گزارش سال ۱۳۹۷ مرکز پژوهش‌های مجلس ایران از گشت ارشاد با عنوان‌های «تجربهٔ ناموفق» و «اثرگذاری کم» یاد شده بود.
جمعی از فعالان حقوق زنان روز ۲۰ تیر با انتشار بیانیه‌ای با عنوان «نه یعنی نه، این بار نه به حجاب اجباری» نامگذاری ۲۱ تیر به‌عنوان روز «عفاف و حجاب» را تنها بهانه‌ای برای نشانه‌گذاری جدید سرکوب بیشتر مردم و به‌طور خاص زنان ایرانی اعلام کردند. منتقدان و فعالان مبارزه با حجاب اجباری، تلاش‌های فزایندهٔ حکومت برای رعایت حجاب را بخشی از سرکوب گسترده‌تر مخالفان در بحبوحهٔ تشدید نارضایتی‌های داخلی از مشکلات اقتصادی و افزایش فشار غرب بر ایران بر سر برنامهٔ هسته‌ای مورد مناقشه‌اش می‌دانند.

## واکنش‌ها
پس از حمایت بسیاری از کاربران فضای مجازی از هشتگ «حجاب، بی‌حجاب» و انتشار تصاویر زنانی که در خیابان‌های شهرهای مختلف ایران، مخالفت خود با حجاب اجباری را ابراز می‌کردند احمد وحیدی، وزیر کشور جمهوری اسلامی، از کاربران فضای مجازی خواست تحت تأثیر این کارزار قرار نگیرند. مسعود ستایشی، سخنگوی قوه قضائیه ایران، نیز مخالفت با حجاب اجباری را تلاش «دشمن» برای «القای بی‌عفتی و بی‌حیایی در جامعه» توصیف کرد. محمدحسن قدیری ابیانه عضو ادوار دوم و سوم مجمع تشخیص مصلحت نظام و مدیر انجمن نخبگان جهان اسلام با دفاع از عملکرد گشت ارشاد و طرح این ادعا که «بدحجاب‌ها بقیهٔ زنان را بی خواستگار می‌کنند» گفت: «چون زن هستند خودشان نمی‌فهمند خودنمایی و خودآرایی موجب تحریک جنسی دیگران می‌شود».
خبرگزاری فارس با کم ارزش جلوه دادن این حرکت اعتراضی آن را «تلاشی از سوی ضدانقلاب برای ترویج بدحجابی و بی‌بند و باری در ایران» خواند و مدعی شد که هشتگ آن در توییتر فارسی ترند نشده‌است. بر اساس اطلاعات وبسایت trendsmap هشتگ #حجاب_بدون_حجاب در روزهای ۲۰ و ۲۱ تیر در بیش از ۷۶۰۰۰ توییت در سراسر جهان استفاده شده‌است و در وب سایت Iranian Tagminer از عصر ۲۱ تیر در جایگاه دومین تگ پرطرفدار در ایران قرار گرفت.
همچنین ۱۴ نواندیش دینی در بیانیه‌ای حجاب اجباری را محکوم کردند.

## بازداشت‌ها
تاکنون تعدادی از زنان مشارکت‌کننده در کارزار حجاب، بی‌حجاب توسط دستگاه‌های امنیتی بازداشت شده‌اند. سپیده رشنو، سوری بابایی چگینی، ملیکا قراگوزلو و نازی زندیه از جمله بازداشت‌شدگان هستند.